# Dexter (serial telewizyjny)

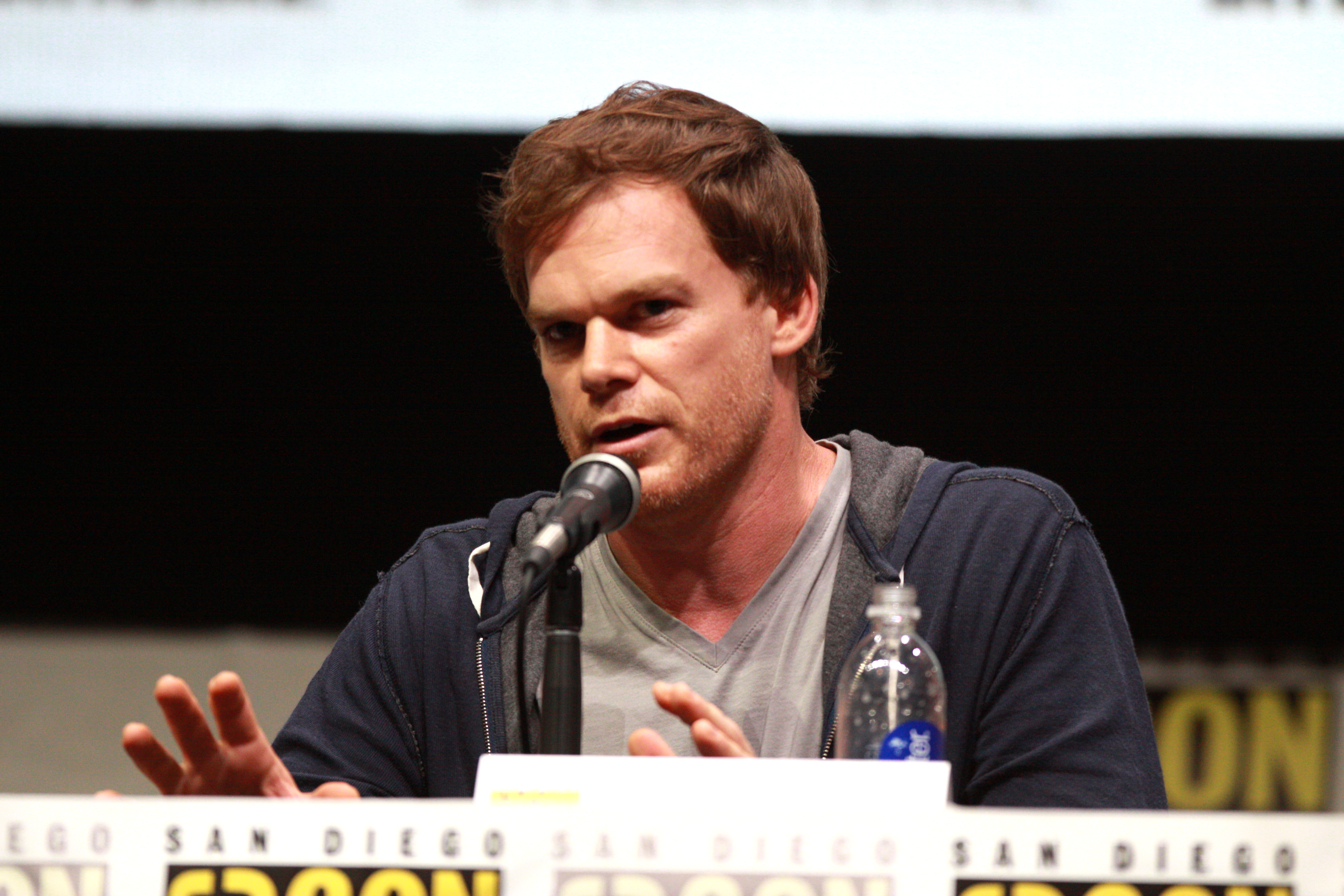
Michael C. Hall - odtwórca głównej roli w serialu

Dexter – amerykański serial telewizyjny wyprodukowany i emitowany przez stację telewizyjną Showtime. Akcja serialu skupia się wokół Dextera Morgana (w tej roli Michael C. Hall). Bohater za dnia pracuje jako analityk śladów krwi w wydziale zabójstw policji Miami w fikcyjnym departamencie Miami Metro Police, nocą zaś jest seryjnym mordercą. Pierwszy sezon serialu został stworzony na podstawie powieści Jeffa Lindsaya Demony Dextera (Darkly Dreaming Dexter). Scenariusz do kolejnych sezonów serialu, napisany przez Jamesa Manosa Jr., powstał niezależnie od prac Lindsaya. Michael C. Hall otrzymał za rolę wiele nagród i nominacji (wśród nich Złoty Glob).
W kwietniu 2013 roku stacja Showtime oznajmiła, że ósmy sezon serialu, którego emisję zaplanowano od 30 czerwca 2013 roku, będzie ostatnim sezonem Dextera.
W październiku 2020 roku stacja Showtime ogłosiła powstanie kolejnych 10 odcinków serialu. Premiera nowego sezonu zaplanowana była na 7 listopada 2021. Nowa seria nosi osobny tytuł – Dexter: New Blood.
30 stycznia 2025 roku na SkyShowtime pojawiła się nowa odsłona - prequel - opowieści o Dexterze, pod tytułem "Dexter: Grzech pierworodny", która dotyka tematu dzieciństwa głównego bohatera - Dextera..
W lipcu 2025 roku w Stanach Zjednoczonych zadebiutował 10-odcinkowy prequel "Dexter: Zmartwychwstanie". W Polsce emisja rozpocznie się 12 września.

## Fabuła

### Charakterystyka głównego bohatera
Dexter to tytułowy główny bohater serialu, specjalista analizy śladów krwi z posterunku policji w Miami. W ciągu dnia przykładny obywatel, nocą seryjny zabójca ścigający tych, którzy wymykają się wymiarowi sprawiedliwości i unikają odpowiedzialności za popełnione zbrodnie. Adoptowany przez policjanta Harry’ego i nauczony przez niego kodeksu, Dexter musi mierzyć się z życiem swoim i innych.  Samo imię bohatera jest zabarwione ironią – Dexter po łacinie znaczy «prawy», «praworządny».

### Sezon 1
Dexter Morgan, analityk śladów krwi w Departamencie Policji Metro w Miami, jest potajemnie seryjnym mordercą, który narodził się w wyniku traumatycznego incydentu związanego ze śmiercią swojej matki, gdy miał trzy lata. Jego przybrany ojciec, funkcjonariusz Harry Morgan, zauważył mordercze skłonności w Dexterze, kiedy ten dorastał i zaczął zabierać go na wyprawy myśliwskie, by zaspokoić jego pragnienia zabijania. Kiedy Dexter przyznał się do pragnienia zabijania ludzi, jego przybrany ojciec wpływa na niego, aby wytworzyć w nim "kodeks" nakazujący zabijać tylko morderców i innych brutalnych przestępców którzy uniknęli więzienia. 
Od śmierci Harry’ego Dexter zabił wielu ludzi, cały czas trzymając się kodeksu ojca. Zgodnie z naukami ojca zaciera ślady zbrodni, zabierając ofiarę do przygotowanego pokoju wyłożonego plastikową folią, aby łatwo pozbyć się dowodów na morzu. Trzyma tylko próbkę krwi każdej ofiary w szklanym szkiełku, przechowywanym w pudełku ukrytym w jego mieszkaniu. Ani jego przyrodnia siostra Debra Morgan, ani współpracownicy (z wyjątkiem sierżanta Jamesa Doakesa) nie podejrzewają o nic Dextera. 
Aby zachowywać się bardziej naturalnie, Dexter zaczyna spotykać się z Ritą, matką Astor i Cody’ego, a jej mąż Paul jest w więzieniu z powodu przestępstw związanych z narkotykami. Ponieważ Paul wciąż żyje, Dexter uważa, że Rita nie interesuje się romantyzmem, zachowując dystans do związku z nią. Paul zostaje ostatecznie zwolniony z więzienia i próbuje się spotykać z Ritą, mimo że Rita planowała z nim rozwód. Widząc, jak Paul kłóci się z Ritą, Dexter wrabia Paula za posiadanie narkotyków, wysyłając go z powrotem do więzienia. 
Szereg zabójstw prostytutek prowadzi do identyfikacji nowego seryjnego mordercy, zwanego "Mordercą z Chłodni", ze względu na to, że ciało ofiary jest dobrze zachowane poprzez trzymanie w chłodzie, zanim zostanie znalezione. Dexter identyfikuje wzorce seryjnego mordercy na podstawie własnych przyzwyczajeń i pomaga Debrze która pomagając departamentowi uzyskać przewagę nad zabójcą zyskuje awans do wydziału zabójstw. Jej dochodzenie prowadzi ją do spotkania Rudy’ego Coopera, specjalisty od protetyki i rozpoczynają związek. Tymczasem Dexter odkrywa, że Morderca z Chłodni włamał się do jego mieszkania i zostawił drwiące wskazówki, prowadząc Dextera do przekonania, że Zabójca z nim pogrywa. Podczas dochodzenia w sprawie zabójcy Dexter odkrywa, że jego biologiczny ojciec, Joe Driscoll, zmarł niedawno, prowadząc go do zakwestionowania swoich wspomnień o tym, jak zmarła jego matka. 
Wypełnione krwią miejsce zbrodni powoduje, że Dexter odzyskuje wspomnienia o tym co się stało: przestępcy umieścili jego i jego matkę, Laurę Moser, w kontenerze transportowym, zabili ją i poćwiartowali piłą mechaniczną, i zamknęli Dextera w kałuży krwi jego matki po czym został uratowany przez Harry’ego dwa dni później. Harry celowo zmienił akta sprawy, aby Dexter nigdy się nie dowiedział. 
Przez Debrę Rudy próbuje zbliżyć się do Dextera. Dexter pierwszy zauważa, że Rudy zabił Joego, a później dochodzi do wniosku, że to on jest Mordercą z Chłodni. Kiedy jego tożsamość zostaje ujawniona, Rudy porywa Debrę i wciąga Dextera w pułapkę. Rudy zdradza Dexterowi, że jest jego starszym bratem, Brianem Moserem, również zostawionym w kontenerze, gdy Laura została zabita. Jednak, w przeciwieństwie do Dextera, został zmuszony do życia w szeregu różnych instytucji psychiatrycznych. Brian również rozwinął tendencje do zabójstw seryjnych, ale nie miał moralności, którą Harry zaszczepił w Dexterze i wykreował postać Mordercy z Chłodni, by pomóc Dexterowi przypomnieć sobie przeszłość. 
Brian sugeruje Dexterowi zabić Debrę razem, ale Dexter odmawia. Brian ucieka po nawiązanej walce, a Dexter ratuje Debrę. Gdy policja prowadzi dochodzenie, Doakes podejrzewa Dextera o to, że jest mordercą, ale Debra ręczy za niego. Brian próbuje ponownie schwytać Debrę, ale wpada w pułapkę zastawioną przez Dextera. Dexter przeprasza Briana a następnie go zabija pozostawiając jego ciało i pozorując samobójstwo. Policja orzeka, że sprawa Mordercy z Chłodni jest zamknięta, chociaż Doakes trzyma się blisko Dextera wciąż go podejrzewając. Rita odkrywa dowody, że Dexter mógł wrobić Paula.

## Obsada

### Role główne
| Michael C. Hall    | Dexter Morgan   | Główna    | Główna    | Główna | Główna    | Główna    | Główna    | Główna    | Główna |        |        |
| Jennifer Carpenter | Debra Morgan    | Główna    | Główna    | Główna | Główna    | Główna    | Główna    | Główna    | Główna |        |        |
| David Zayas        | Angel Batista   | Główna    | Główna    | Główna | Główna    | Główna    | Główna    | Główna    | Główna |        |        |
| James Remar        | Harry Morgan    | Główna    | Główna    | Główna | Główna    | Główna    | Główna    | Główna    | Główna |        |        |
| C.S. Lee           | Vince Masuka    | Główna    | Główna    | Główna | Główna    | Główna    | Główna    | Główna    | Główna |        |        |
| Lauren Vélez       | María LaGuerta  | Główna    | Główna    | Główna | Główna    | Główna    | Główna    | Główna    |        |        |        |
| Erik King          | James Doakes    | Główna    | Główna    |        |           |           |           | Gościnnie |        |        |        |
| Julie Benz         | Rita Bennett    | Główna    | Główna    | Główna | Główna    | Gościnnie |           |           |        |        |        |
| Geoff Pierson      | Thomas Matthews | Gościnnie | Gościnnie |        | Gościnnie | Gościnnie | Gościnnie | Gościnnie | Główna |        |        |
| Desmond Harrington | Joey Quinn      |           |           | Główna | Główna    | Główna    | Główna    | Główna    | Główna | Główna | Główna |
| Aimee Garcia       | Jamie Batista   |           |           |        |           |           | Gościnnie | Gościnnie | Główna |        |        |

### Role drugoplanowe
- Christina Robinson jako Astor
- Daniel Goldman jako Cody (w serii pierwszej)
- Preston Bailey jako Cody (w seriach od drugiej do ósmej)
- Christian Camargo jako Rudy Cooper/Brian Moser
- Geoff Pierson jako Tom Matthews
- Margo Martindale jako Camilla Figg
- Jaime Murray jako Lila West alias Lila Tournay
- Keith Carradine jako Frank Lundy
- David Ramsey jako Anton Briggs
- Jimmy Smits jako Miguel Prado
- Anne Ramsay jako Ellen Wolf
- John Lithgow jako Arthur Mitchell
- Courtney Ford jako Christine Hill
- Julia Stiles jako Lumen Pierce
- Jonny Lee Miller jako Jordan Chase
- Billy Brown jako Michael Anderson
- Colin Hanks jako Travis Marshall
- Edward James Olmos jako James Gellar
- Josh Cooke jako Louis
- Mos Def jako Samuel Wright
- Katia Winter jako Nadia
- Yvonne Strahovski jako Hannah McKay
- Ray Stevenson jako Isaak Sirko

### Role epizodyczne
- Steve Eastin jako Bill Bennett
- Kathleen Noone jako Maura Bennett
- Mark Pellegrino jako Paul Bennett
- Sam Witwer jako Neil Perry
- Jason Manuel Olazabal jako Ramon Prado
- Valerie Cruz jako Sylvia Prado
- Jesse Borrego jako George King
- Brando Eaton jako Jonah Mitchell
- Maria Doyle Kennedy jako Sonya
- Peter Weller jako Stan Liddy
- Brad William Henke jako Tony Tucci

## Nagrody

### Złoty Glob
2010
- Najlepszy aktor w serialu dramatycznym – Michael C. Hall
- Najlepszy aktor drugoplanowy w serialu, miniserialu lub filmie telewizyjnym – John Lithgow

### Nagroda Emmy
2010
- Najlepszy gościnny występ w serialu dramatycznym – aktor – John Lithgow za odcinek Road Kill
- Najlepsza reżyseria serialu dramatycznego – Steve Shill za odcinek The Getaway

2007
- Najlepsza czołówka
- Najlepszy montaż serialu dramatycznego kręconego przy użyciu jednej kamery – Elena Maganini za odcinek Dexter

### Amerykańska Gildia Aktorów Filmowych
2010
- Najlepszy aktor w serialu dramatycznym – Michael C. Hall

### Nagrody Satelita
2009
- Najlepszy aktor drugoplanowy w serialu, miniserialu lub filmie telewizyjnym – John Lithgow

2008
- Najlepszy serial dramatyczny

2007
- Najlepszy serial dramatyczny
- Najlepszy aktor w serialu dramatycznym – Michael C. Hall

2006
- Najlepsza aktorka drugoplanowa w serialu, miniserialu lub filmie telewizyjnym – Julie Benz

### Saturny
2010
- Najlepsza drugoplanowa aktorka telewizyjna – Julie Benz

2009
- Najlepsza drugoplanowa aktorka telewizyjna – Jennifer Carpenter
- Najlepszy występ gościnny – Jimmy Smits

2008
- Najlepszy serial telewizji regionalnej

2007
- Najlepszy aktor w programie telewizyjnym lub serialu – Michael C. Hall

## Odcinki

### Emisja w Stanach Zjednoczonych
Po sukcesie pierwszego i drugiego sezonu (nie opartego już na kolejnych książkach z serii Lindsaya) stacja Showtime zdecydowała się na przedłużenie kontraktu z producentami. Trzeci sezon miała premierę 28 września 2008 roku w Stanach Zjednoczonych. 21 października 2008 roku stacja Showtime ogłosiła zamówienie kolejnych dwóch sezonów, które zostaną wydane podobnie jak poprzednie początkiem jesieni (2009 roku dla czwartego sezonu i 2010 dla piątego). Każdy sezon liczył po 12 odcinków. W grudniu 2010 roku stacja Showtime potwierdziła produkcję szóstego sezonu i początek jego emisji 2 października 2011.
Na stronie internetowej stacji Showtime oraz na serwisie YouTube obejrzeć można odcinki animowane serialu Dexter pod nazwą Early Cuts, w których poznajemy nieznane dotąd wątki z życia głównego bohatera.

### Emisja w Polsce
Premiera pierwszego sezonu w Polsce odbyła się 1 października 2007 w kolekcji VOD nScreen dostępnej w telewizji n. Premiera telewizyjna odbyła się 2 września 2008 na antenie TVN w późnych godzinach nocnych (23:30). Emisja drugiego sezonu w TVN rozpoczęła się 3 marca 2009 o godzinie 23:30. Seria ta emitowana była również na kanale Universal Channel dostępnym na platformie cyfrowej n oraz na platformie cyfrowej Cyfra +, oraz TVN 7 i w niektórych sieciach kablowych. W Polsce trzecia seria cyklu miała premierę 1 listopada 2009 na platformie cyfrowej n w opcji nSeriale na VOD. Czwarta seria dostępna była na kanale nFilm HD. W czerwcu 2013 roku TVN emitował 3 sezon serialu (czwartki około 23:30).
Wszystkie odcinki serialu obecne były na platformach Netflix, HBO GO i Canal+ online. Od 2023 roku wszystkie sezony serialu dostępne są w serwisie SkyShowtime.

### Odcinki
| Nr odcinka | Data premiery | Oryginalny tytuł               | Polski tytuł                                |
| ---------- | ------------- | ------------------------------ | ------------------------------------------- |
| Sezon 1    |               |                                |                                             |
| 1          | 01.10.2006    | Dexter                         | Dexter                                      |
| 2          | 08.10.2006    | Crocodile                      | Krokodyl                                    |
| 3          | 15.10.2006    | Popping Cherry                 | Dalszy ciąg Cherry                          |
| 4          | 22.10.2006    | Let’s Give the Boy a Hand      | Podajmy chłopcu dłoń                        |
| 5          | 29.10.2006    | Love American Style            | W amerykańskim stylu                        |
| 6          | 05.11.2006    | Return to Sender               | Zwrot do nadawcy                            |
| 7          | 12.11.2006    | Circle of Friends              | Krąg przyjaciół                             |
| 8          | 19.11.2006    | Shrink Wrap                    | Terapia                                     |
| 9          | 26.11.2006    | Father Knows Best              | Ojciec wie lepiej                           |
| 10         | 03.12.2006    | Seeing Red                     | Studium w szkarłacie                        |
| 11         | 10.12.2006    | Truth Be Told                  | Wyznanie prawdy                             |
| 12         | 17.12.2006    | Born Free                      | Wolny                                       |
| Sezon 2    |               |                                |                                             |
| 13         | 30.09.2007    | It’s Alive!                    | Od nowa                                     |
| 14         | 07.10.2007    | Waiting to Exhale              | Chwila wytchnienia                          |
| 15         | 14.10.2007    | An Inconvenient Lie            | Uzależniony                                 |
| 16         | 21.10.2007    | See-Through                    | Na wylot                                    |
| 17         | 28.10.2007    | The Dark Defender              | Mroczny Obrońca                             |
| 18         | 04.11.2007    | Dex, Lies, and Videotape       | Dexter, kłamstwa i kaseta video             |
| 19         | 11.11.2007    | That Night, a Forest Grew      | Manipulantka                                |
| 20         | 18.11.2007    | Morning Comes                  | Nowy dzień                                  |
| 21         | 25.11.2007    | Resistance Is Futile           | Daremny opór                                |
| 22         | 02.12.2007    | There’s Something About Harry  | Tajemnica Harry’ego                         |
| 23         | 09.12.2007    | Left Turn Ahead                | Przed tobą skręt w lewo                     |
| 24         | 16.12.2007    | The British Invasion           | Brytyjska inwazja                           |
| Sezon 3    |               |                                |                                             |
| 25         | 28.09.2008    | Our Father                     | Nasz ojciec                                 |
| 26         | 05.10.2008    | Finding Freebo                 | Szukając Freebo                             |
| 27         | 12.10.2008    | The Lion Sleeps Tonight        | Lew dziś śpi                                |
| 28         | 19.10.2008    | All in the Family              | Wszystko zostaje w rodzinie                 |
| 29         | 26.10.2008    | Turning Biminese               | Rejs na Bimini                              |
| 30         | 02.11.2008    | Sí Se Puede                    | Zróbmy to razem                             |
| 31         | 09.11.2008    | Easy as Pie                    | Najlepsze ciasto na świecie                 |
| 32         | 16.11.2008    | The Damage a Man Can Do        | Zło, które czyni człowiek                   |
| 33         | 23.11.2008    | About Last Night               | Wczorajsza noc                              |
| 34         | 30.11.2008    | Go Your Own Way                | Idź własną drogą                            |
| 35         | 07.12.2008    | I Had a Dream                  | Przebudzenie                                |
| 36         | 14.12.2008    | Do You Take Dexter Morgan?     | Czy bierzesz Dextera Morgana?               |
| Sezon 4    |               |                                |                                             |
| 37         | 27.09.2009    | Living the Dream               | Życie jak sen                               |
| 38         | 04.10.2009    | Remains to Be Seen             | Odkryte szczątki                            |
| 39         | 11.10.2009    | Blinded by the Light           | W świetle lamp                              |
| 40         | 18.10.2009    | Dex Takes a Holiday            | Dexter bierze wolne                         |
| 41         | 25.10.2009    | Dirty Harry                    | Brudny Harry                                |
| 42         | 01.11.2009    | If I Had a Hammer              | Gdybym miał młotek                          |
| 43         | 08.11.2009    | Slack Tide                     | Cisza na morzu                              |
| 44         | 15.11.2009    | Road Kill                      | Wyjechać, by zabić                          |
| 45         | 22.11.2009    | Hungry Man                     | Wielki głód                                 |
| 46         | 29.11.2009    | Lost Boys                      | Zaginieni                                   |
| 47         | 06.12.2009    | Hello, Dexter Morgan           | Witaj, Dexterze Morganie                    |
| 48         | 13.12.2009    | The Getaway                    | Ucieczka                                    |
| Sezon 5    |               |                                |                                             |
| 49         | 26.09.2010    | My Bad                         | Moja wina                                   |
| 50         | 03.10.2010    | Hello, Bandit                  | Witaj, bandyto                              |
| 51         | 10.10.2010    | Practically Perfect            | Chodząca doskonałość                        |
| 52         | 17.10.2010    | Beauty and the Beast           | Piękna i bestia                             |
| 53         | 24.10.2010    | First Blood                    | Pierwsza krew                               |
| 54         | 31.10.2010    | Everything is Illumenated      | Powrót Lumen                                |
| 55         | 07.11.2010    | Circle Us                      | Krąg                                        |
| 56         | 14.11.2010    | Take It!                       | Weź to!                                     |
| 57         | 21.11.2010    | Teenage Wasteland              | Problemy dorastania                         |
| 58         | 28.11.2010    | In the Beginning               | Pierwszy raz                                |
| 59         | 05.12.2010    | Hop a Freighter                | Uciec frachtowcem                           |
| 60         | 12.12.2010    | The Big One                    | Gruba ryba                                  |
| Sezon 6    |               |                                |                                             |
| 61         | 02.10.2011    | Those Kinds of Things          | Te rzeczy                                   |
| 62         | 09.10.2011    | Once Upon a Time               | Dawno, dawno temu                           |
| 63         | 16.10.2011    | Smokey and the Bandit          | Mistrz kierownicy ucieka                    |
| 64         | 23.10.2011    | A Horse of a Different Color   | Zupełnie inna sprawa                        |
| 65         | 30.10.2011    | The Angel of Death             | Anioł śmierci                               |
| 66         | 06.11.2011    | Just Let Go                    | Po prostu odpuść                            |
| 67         | 13.11.2011    | Nebraska                       | Nebraska                                    |
| 68         | 20.11.2011    | Sins of Omission               | Grzech zaniedbania                          |
| 69         | 27.11.2011    | Get Gellar                     | Dorwać Gellara                              |
| 70         | 04.12.2011    | Ricochet Rabbit                | Króliczek                                   |
| 71         | 11.12.2011    | Talk to the Hand               | Gadaj zdrów                                 |
| 72         | 18.12.2011    | This is the Way the World Ends | W ten sposób skończy się świat              |
| Sezon 7    |               |                                |                                             |
| 73         | 30.09.2012    | Are you...?                    | Czy jesteś...?                              |
| 74         | 07.10.2012    | Sunshine and Frosty Swirl      | Promienie słońca i smak lodów z dzieciństwa |
| 75         | 14.10.2012    | Buck the System                | Pomóc systemowi                             |
| 76         | 21.10.2012    | Run                            | Pościg                                      |
| 77         | 28.10.2012    | Swim deep                      | Głębia                                      |
| 78         | 04.11.2012    | Do the Wrong Thing             | Postąpić niewłaściwie                       |
| 79         | 11.11.2012    | Chemistry                      | Chemia                                      |
| 80         | 18.11.2012    | Argentina                      | Argentyna                                   |
| 81         | 25.11.2012    | Helter Skelter                 | Wyścig z czasem                             |
| 82         | 02.12.2012    | The Dark... Whatever           | Mroczny... coś tam                          |
| 83         | 09.12.2012    | Do You See What I See          | Czy widzisz to co ja?                       |
| 84         | 16.12.2012    | Surprise, Motherfucker         | Niespodzianka sukinsynu!                    |
| Sezon 8    |               |                                |                                             |
| 85         | 30.06.2013    | A Beautiful Day                | Piękny dzień                                |
| 86         | 07.07.2013    | Every Silver Lining            | Coś za coś                                  |
| 87         | 14.07.2013    | What’s Eating Dexter Morgan?   | Co gryzie Dextera Morgana?                  |
| 88         | 21.07.2013    | Scar Tissue                    | Blizna                                      |
| 89         | 28.07.2013    | This Little Piggy              | Wyliczanka                                  |
| 90         | 04.08.2013    | A Little Reflection            | Chwila refleksji                            |
| 91         | 11.08.2013    | Dress Code                     | Dress Code                                  |
| 92         | 18.08.2013    | Are We There Yet?              | Daleko jeszcze?                             |
| 93         | 25.08.2013    | Make Your Own Kind Of Music    | Piosenka z dzieciństwa                      |
| 94         | 08.09.2013    | Goodbye Miami                  | Żegnaj Miami                                |
| 95         | 15.09.2013    | Monkey In A Box                | Ostatni dzień                               |
| 96         | 22.09.2013    | Remember the Monsters?         | Pamiętasz potwory?                          |